# Grote Scheldeprijs 2001
Il Grote Scheldeprijs 2001, ottantasettesima edizione della corsa, si svolse il 25 aprile per un percorso di 208 km. Fu vinto dall'italiano Endrio Leoni della squadra Alessio davanti all'olandese Jeroen Blijlevens e al norvegese Kurt-Asle Arvesen.

## Ordine d'arrivo (Top 10)
| Pos. | Corridore         | Squadra                   | Tempo    |
| ---- | ----------------- | ------------------------- | -------- |
| 1    | Endrio Leoni      | Alessio                   | 4h49'00" |
| 2    | Jeroen Blijlevens | Lotto-Adecco              | s.t.     |
| 3    | Kurt-Asle Arvesen | Team Fakta                | s.t.     |
| 4    | Fred Rodriguez    | Domo-Farm Frites          | s.t.     |
| 5    | Remco van der Ven | Bankgiroloterij-Batavus   | s.t.     |
| 6    | Servais Knaven    | Domo-Farm Frites          | s.t.     |
| 7    | Andreas Klier     | Team Deutsche Telekom-ARD | s.t.     |
| 8    | Björn Leukemans   | Vlaanderen-T Interim      | s.t.     |
| 9    | Chris Peers       | Cofidis                   | s.t.     |
| 10   | Ludo Dierckxsens  | Lampre-Daikin             | s.t.     |